# Restaurace Stuartovců

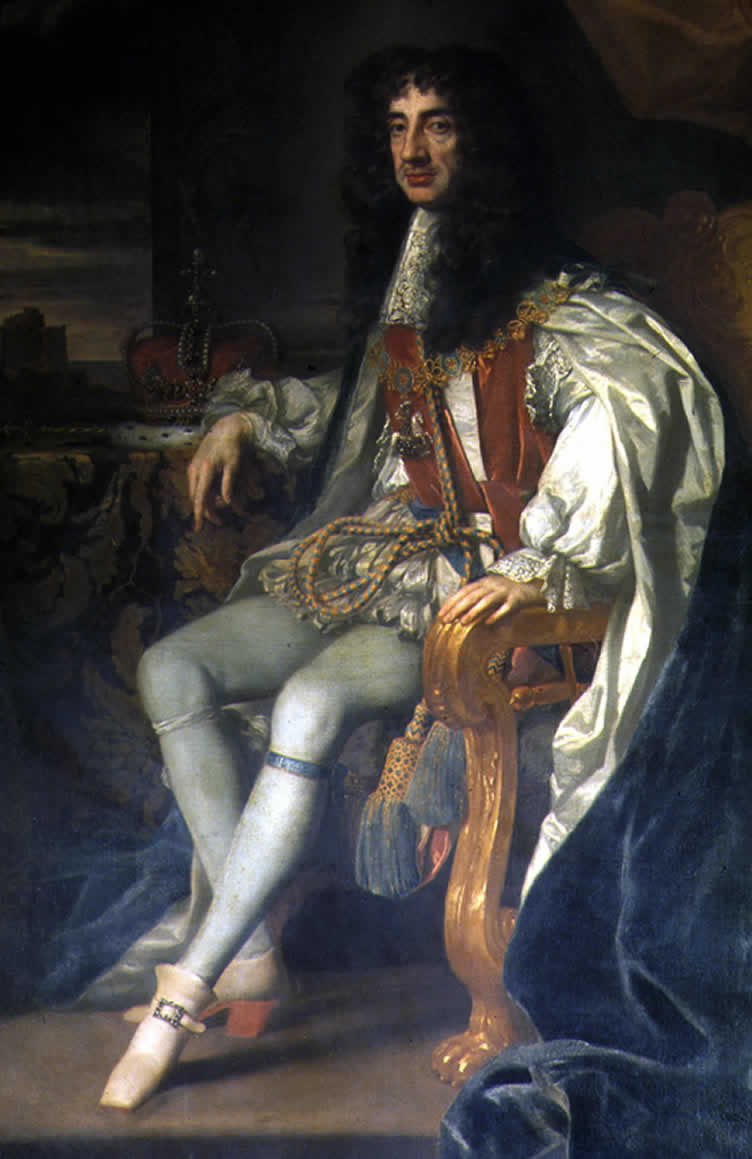
Karel II.

Restaurace Stuartovců nebo jen restaurace je období anglické historie, které začalo roku 1660, kdy byla v Anglii, Skotsku a Irsku, po období mezivládí v důsledku občanské války, obnovena monarchie. Králem byl jmenován Karel II. Jako restaurace je označován samotný akt obnovení monarchie i období bezprostředně následující po nástupu Karla II.

## Pozadí
Období protektorátu, které předcházelo obnovení monarchie, mohlo pokračovat, pokud by syn Olivera Cromwella Richard, který byl po Oliverově smrti jmenován lordem protektorem, byl schopen pokračovat v otcově politice. Jeho hlavním problémem byla nedůvěra armády vůči jeho osobě. Po sedmi měsících byl armádními činiteli odvolán a 6. května 1659 bylo obnoveno zasedání parlamentu (Rump Parliament).
Charles Fleetwood byl jmenován členem bezpečnostního výboru a státní rady a jedním ze sedmi zmocněnců armády. 9. června byl jmenován vrchním velitelem armády. Nicméně jeho moc byla podkopána parlamentem, který se snažil omezit moc armády ve státě. Dolní sněmovna 12. října 1659 degradovala generála Johna Lamberta a některé jiné důstojníky a ustanovila Fleetwooda jako předsedu vojenské rady podléhající mluvčímu Dolní sněmovny. Příští den nařídil Lambert, aby dveře Dolní sněmovny zůstaly zavřeny a poslanci tak nemohli zasedat. 26. října byl jmenován bezpečnostní výbor, jehož členy se stali i Fleetwood a Lambert. Lambert byl jmenován vrchním velitelem vojsk v Anglii a Skotsku a Fleetwood generálem. Lambert byl výborem poslán s velkou armádou naproti Georgi Monckovi, který byl velitelem anglického vojska ve Skotsku.
Monck směřoval se svým vojskem ze Skotska na Londýn. Lambertova armáda se postupně rozprchla a on se vrátil do Londýna téměř sám. 24. prosince armáda obnovila jednání parlamentu (Long Parliament). Fleetwood byl zbaven pravomocí a musel se dostavit na schůzi parlamentu vysvětlit své jednání. Lambert byl 3. března 1660 uvězněn v Toweru, odkud asi po měsíci unikl. Snažil se obnovit občanskou válku za obnovu republiky, ale byl Richardem Ingoldsbym zajat. Ingoldsby byl účastníkem královraždy Karla I. a doufal v to, že si touto akcí vyslouží odpuštění nového režimu. Lambert byl uvězněn a zemřel roku 1684.

## Karel II.
Karel II. vydal 4. dubna Bredskou deklaraci, kde stanovil podmínky, za kterých by byl ochoten stát se anglickým králem. Monck svolal parlament (Convention Parliament), který se poprvé sešel 25. dubna. 8. května vydal prohlášení, ve kterém uvedl, že Karel II. byl právoplatným králem od popravy předchozího krále Karla I. Karel II. se vrátil z exilu do Londýna 29. května a 23. dubna 1661 byl ve Westminsterském opatství korunován.
Parlament (Cavalier Parliament) se poprvé sešel 8. května 1661 a jeho funkční období trvalo více než 17 let do jeho rozpuštění 24. ledna 1679. Podobně jako předchozí parlament byl i tento ovládán royalisty. Z exilu se vrátili i jiní příznivci monarchie.

## Obnova Británie
Zákon z 29. dubna (Indemnity and Oblivion Act) prominul všechny přečiny proti monarchii, ale vyloučil z tohoto odpuštění konkrétní osoby, které se podílely na odsouzení a popravě Karla I. Jednalo se o 31 z 59 soudců, kteří podepsali Karlův rozsudek smrti. Ti, kteří byli ještě živí, byli odsouzeni a popraveni nebo oběšeni. Podobně byly exhumovány ostatky již zemřelých rebelů (například Olivera Cromwella) a posmrtně oběšeny.
Divadla, uzavřená v době protektorátu, kdy převažovalo puritánství, byla znovu otevřena a ženám bylo poprvé povoleno, aby působily jako herečky.
Psaná ústava anglické republiky umožnila Cromwellovi udělovat čestné tituly, na základě čehož jmenoval více než 30 nových rytířů. Jejich jmenování Karel II. zrušil. Někteří později obdrželi čestný titul od Karla samotného, ale tento titul nebyl dědičný.